# Rune Jarstein
Rune Almenning Jarstein (ur. 29 września 1984 w Porsgrunn) – norweski piłkarz grający na pozycji bramkarza.

## Kariera klubowa
Karierę piłkarską Jarstein rozpoczął w amatorskim klubie o nazwie Herkules Skien. W 2002 roku był już zawodnikiem innego klubu z miasta Skien, Odds BK, a 21 października zadebiutował w pierwszej lidze norweskiej w zremisowanym 1:1 domowym spotkaniu z Lyn Fotball. W pierwszych trzech sezonach był jednak rezerwowym dla reprezentanta kraju, Erika Holtana i rozegrał zaledwie 6 spotkań. Już w 2005 roku bronił na przemian z Holtanem, a po sezonie rywal odszedł do Moss FK. W latach 2006–2007 był już pierwszym bramkarzem drużyny, jednak spadł z nią do drugiej ligi w 2007 roku.
Na początku 2008 roku po spadku Odds BK, Jarstein odszedł do Rosenborga Trondheim. W nim po raz pierwszy wystąpił 31 marca w wygranym 2:1 meczu z Lyn Fotball. Na koniec sezonu 2008 zajął z Rosenborgkiem 5. miejsce w tabeli Tippeligaen. W 2009 zdobył z klubem mistrzostwo Norwegii. W 2010 roku został zawodnikiem Viking FK.
17 grudnia 2013 roku podpisał kontrakt z Herthą BSC. W nowej drużynie zadebiutował 28.03.2014 roku  w wyjazdowym spotkaniu z FC Schalke 04 przegranym 0:2.
5 lutego 2021 w meczu z Bayernem Monachium obronił rzut karny wykonywany przez Roberta Lewandowskiego jako pierwszy bramkarz od 17 sierpnia 2014.
| Sezon     | Klub         | Kraj     | Rozgrywki   | Mecze | Bramki |
| --------- | ------------ | -------- | ----------- | ----- | ------ |
| 2002      | Odds BK      | Norwegia | Tippeligaen | 2     | 0      |
| 2003      | Odds BK      | Norwegia | Tippeligaen | 4     | 0      |
| 2004      | Odds BK      | Norwegia | Tippeligaen | 0     | 0      |
| 2005      | Odds BK      | Norwegia | Tippeligaen | 16    | 0      |
| 2006      | Odds BK      | Norwegia | Tippeligaen | 25    | 0      |
| 2007      | Odds BK      | Norwegia | Tippeligaen | 25    | 0      |
| 2008      | Rosenborg BK | Norwegia | Tippeligaen | 23    | 0      |
| 2009      | Rosenborg BK | Norwegia | Tippeligaen | 28    | 0      |
| 2010      | Viking FK    | Norwegia | Tippeligaen | 26    | 0      |
| 2011      | Viking FK    | Norwegia | Tippeligaen | 30    | 0      |
| 2012      | Viking FK    | Norwegia | Tippeligaen | 30    | 0      |
| 2013      | Viking FK    | Norwegia | Tippeligaen | 30    | 0      |
| 2013/2014 | Hertha BSC   | Niemcy   | Bundesliga  | 1     | 0      |
| 2014/2015 | Hertha BSC   | Niemcy   | Bundesliga  | 1     | 0      |
| 2015/2016 | Hertha BSC   | Niemcy   | Bundesliga  | 29    | 0      |
| 2016/2017 | Hertha BSC   | Niemcy   | Bundesliga  | 34    | 0      |
| 2017/2018 | Hertha BSC   | Niemcy   | Bundesliga  | 31    | 0      |
| 2018/2019 | Hertha BSC   | Niemcy   | Bundesliga  | 27    | 0      |

## Kariera reprezentacyjna
W reprezentacji Norwegii Jarstein zadebiutował 23 sierpnia 2007 roku w wygranym 2:1 towarzyskim spotkaniu z Argentyną. W eliminacjach do Mistrzostw Świata w RPA występował na przemian z golkiperami SK Brann, Håkonem Opdalem i Stabæk IF Jonem Knudsenem.